# Kárp György
Kárp György  (Marosvásárhely, 1945. április 30. –) magyar színész, színházigazgató.

## Életpályája
Marosvásárhelyen született, 1945. április 30-án. 1972-ben színészként végzett a marosvásárhelyi Szentgyörgyi István Színművészeti Intézetben és a marosvásárhelyi Nemzeti Színházhoz szerződött. A hetvenes évek végétől a társulat egyik vezető művésze, aki főként jellemformáló készségével, humorérzékével tűnt ki. 2008-tól egy évadig a Tompa Mihály Társulat ideiglenes igazgatója volt. Rendszeresen szerepelt a Kisvárdai Várszínházban és játszik a marosvásárhelyi Spectrum Színházban, és a Soproni Petőfi Színházban is.

## Fontosabb színházi szerepei
- William Shakespeare: Lear király... Cornwall hercege
- William Shakespeare: A makrancos hölgy, avagy a hárpia megzabolázása... Baptista Minola
- William Shakespeare: Szeget szeggel... Lucio, nagyszájú léhűtő
- Molière: A nők iskolája... Oronte, Horace apja, Arnolphe barátja
- Carlo Goldoni: Két úr szolgája... Truffaldino
- Nyikolaj Vasziljevics Gogol: A revizor... Hlopov tanfelügyelő
- Makszim Gorkij: Éjjeli menedékhely... Bubnov
- Friedrich Dürrenmatt: Az öreg hölgy látogatása... Tanár
- Witold Gombrowicz: Yvonne, burgundi hercegnő... Ignác király
- Jaroslav Hašek – Spiró György: Švejk... Schröder; Wendler; Zillergut
- Ivan Kušan: Galócza... Jurij Ardonjak, nagybirtokos
- Oldřich Daněk: Negyven gazfickó és egy maszületett bárány... Tengerész
- Eduardo De Filippo: A komédia művészete... Salvati atya
- Gabriel García Márquez: Száz év magány... Moscote
- Janusz Glowacki: Negyedik nővér... Tábornok
- Frank Wedekind: A tavasz ébredése... Wakogow tanár úr
- Reginald Rose: Tizenkét dühös ember... 3. sz. Esküdt
- Romulus Guga: Egy öngyilkos világa... Carol
- Georges Feydeau: Bolha a fülbe... Baptist
- Eugène Labiche – Marc Michel: Olasz szalmakalap... Nonancourt
- Ray Cooney: Ketten a neten (Bigámia II.) – (Páratlan páros)... Apa
- Dumitru Solomon: Diogenész, a kutya... Második poroszló
- Aurel Baranga: Jelmezben... Dumitraşcu, irodalmi titkár
- Ephraim Kishon: A házasságlevél... Daniel Borozovszkia, vízvezetékszerelő
- Stephen Sondheim – Larry Gelbart: Hallottátok, mi esett meg útban a Fórum felé?!... Pseudolus, Hero rabszolgája
- Vörösmarty Mihály: Csongor és Tünde... Balga
- Szigligeti Ede: Liliomfi... Szellemfi, vándorszínész
- Madách Imre: Mózes... Dátán
- Kosztolányi Dezső: Édes Anna... Vizy Kornél
- Heltai Jenő: A néma levente... Beppo
- Bródy Sándor: A tanítónő... Főúr
- Szép Ernő: Patika... Postamester úr
- Móricz Zsigmond: Úri muri... Levkovits, zsidó
- Vaszary Gábor: Az ördög nem alszik... Gergely, Gróf Boroghy Gedeon ügyvédje
- Tamási Áron: Tündöklő Jeromos... Kántor
- Tamási Áron: Hullámzó vőlegény... Bagi, jómódú gazda
- Tamási Áron: Boldog nyárfalevél... Torzsa; Mátyus
- Tamási Áron: Vitéz lélek... Ambrus
- Hubay Miklós: Római karnevál... Direktor
- Görgey Gábor: Komámasszony, hol a stukker?... K. Müller
- Méhes György: Dupla kanyar... Dániel, orvos
- Márai Sándor: A gyertyák csonkig égnek... Konrád
- Székely János: Caligula helytartója... Júdás, zsidó politikus, az államtanács tagja
- Székely János: Hugenották... Börtönőr
- Székely János: Irgalmas hazugság... Farcádi bácsi; Telefonszerelő; Kéményseprő; Milicista főhadnagy
- Székely János: Vak béla király... Bud ispán
- Sütő András: Az álomkommandó... Dr. Adler
- Sütő András: Az ugató madár... Dózsa István, ítélőmester
- Müller Péter – Seress Rezső: Szomorú vasárnap... Rezső
- Kiss Csaba: A dög... Dr. Bittner, nőgyógyász, 50-60 körüli
- Szörényi Levente – Bródy János: Kőmíves Kelemen... Vándor
- Kincses Elemér: Csend... Árpád (festőművész)
- Kincses Elemér: Marathon... Kolliusz
- Bánffy Miklós: Martinovics... Német János, ügyigazgató
- Sík Sándor: István király... Aba Sámuel
- Hatházi András: A dilis Resner... Schielle Lajos, vegyeskereskedő, temetkezési vállalkozó, városi előljáró
- Király Kinga Júlia: A szerencse fia... Első Harmatlábú Baltazár király; Árus

## Filmek, tv
- Ultima noapte de dragoste (1980)
- A windsori víg nők (1994)
- Törvénytelen (1995)
- Szép halál volt (2002)
- Bosszú: Johannes Kurka (2004)

## Forrás
- Kárp György az Internet Movie Database-ben (angolul)
- Marosvásárhelyi Nemzeti Színház
- Soproni Petőfi Színház
- Színházi adattár. Országos Színháztörténeti Múzeum és Intézet. (Hozzáférés: 2025. március 19.)